# Quarantoli
Quaràntoli (Quaréntul in dialetto mirandolese) è una frazione di Mirandola in provincia di Modena. Dista circa 5 km da Mirandola e 35 km dal capoluogo provinciale.

## Storia
In un documento redatto a Pavia il 24 giugno 904, il re Berengario I, su intercessione del vescovo Pietro di Reggio Emilia, donò alcuni beni "in loco qui dicitur Quarantula" alla chiesa di Modena.
Il 31 marzo 1198 i figli di Manfredo e i cittadini dell'oppidum e del castrum di Quarantoli prestarono il giuramento del cittadinatico al comune di Reggio Emilia.
Il 15 aprile 1221 il cardinale Ugolino d'Ostia (futuro papa Gregorio IX) investì Ildeprandino de Pizo del feudo di Quarantoli: tale legato venne poi confermato anche dalla bolla papale del 9 giugno 1221 di papa Onorio III. Nel 1227 il feudo fu passato a Bernardino, nipote di Guido Padella, mentre risale al dicembre 1251 l'investitura di Giovanni di Azzolino Manfredi.
Nell'agosto 1311 l'imperatore Enrico VII di Lussemburgo riconobbe il dominio della famiglia Pico su Quarantoli e San Possidonio, che dal 1315 al 1322 furono sotto la giurisdizione di Reggio Emilia.
Il declino di Quarantoli incominciò nel 1440-1470, quando i Pico ottennero l'istituzione papale della parrocchia di Mirandola e decisero di edificare il nuovo duomo di Santa Maria Maggiore nel "borgo novo" di Mirandola.
Come tutta la bassa modenese e le zone limitrofe, anche Quarantoli fu duramente colpita dal terremoto del 2012. I danni maggiori si registrano soprattutto nella pieve romanica e negli edifici rurali storici (casolari e fienili).

## Monumenti e luoghi d'interesse

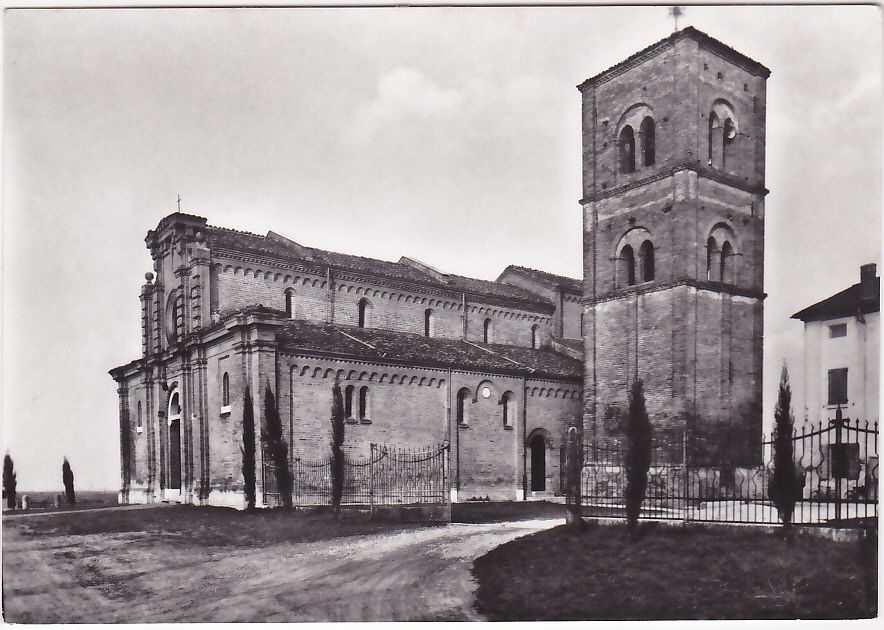
La pieve di Quarantoli

Nella parte occidentale dell'abitato sorge la Pieve di Santa Maria della Neve, la cui esistenza è documentata fin dall'anno 1044 e la cui importanza era paragonabile all'abbazia di Nonantola. Nel XII secolo la chiesa venne riedificata da Matilde di Canossa (sull'altare è scolpita la data della consacrazione avvenuta il 15 novembre 1114). Nel XV secolo fu restaurata, mentre la facciata in stile barocco fu realizzata nel 1670. Nel 1915 la chiesa fu ampliata. Il pulpito è decorato con sculture marmoree in stile romanico attribuite alle scuola del Wiligelmo (autore del Duomo di Modena). La chiesa è stata gravemente danneggiata nel 2012 a seguito del sisma dell'Emilia.
Uscendo dal paese in direzione di Gavello e delle valli mirandolesi, giunti vicino al sottopassaggio ferroviario, si può osservare una modesta casa con una nicchia realizzata al posto di una finestra che ospita un cosiddetto "crocefisso di strada", noto appunto come il Cristo di Quarantoli. Si tratta di un'opera devozionale in terracotta realizzata in scala naturale nel XIX secolo, secondo l'antica tradizione rurale che la croce e l'immagine del Cristo dovrebbe tenere lontano il male.

## Economia
L'attività prevalente è l'agricoltura. I prodotti principali sono mele (tra cui quelle campanine), pere, foraggio, barbabietole da zucchero, mais e frumento, ma anche angurie e meloni nelle valli.